# Republika Wenecka
Republika Wenecka, Rzeczpospolita Wenecka, Najjaśniejsza Republika Wenecka (wł. Serenissima Repubblica di Venezia, wenecki Repùblega de Venèsia) – północnowłoska republika kupiecka, istniejąca od  697 roku do 15 maja 1797 roku. Najdłużej nieprzerwanie funkcjonujące państwo o ustroju republikańskim w historii. W średniowieczu jedna z największych potęg handlowych i politycznych w basenie Morza Śródziemnego i jedno z najbogatszych miast Europy. Republika Wenecka była najpotężniejszą i zarazem najtrwalszą z powstałych w średniowieczu miejskich komun włoskich. Jako jedno z nielicznych państw włoskich odegrała również wielką rolę w historii nie tylko Italii, ale całej Europy i basenu Morza Śródziemnego. Od czasów wypraw krzyżowych po zmagania z Imperium Osmańskim, Republika Wenecka była dla Europy głównym pośrednikiem i uczestnikiem kontaktów z muzułmańskim Bliskim Wschodem – zarówno tych pokojowych, jak i wojennych.
Na czele państwa weneckiego stał obieralny – de iure dożywotnio – doża, który zazwyczaj wywodził się z wąskiego grona kilku najważniejszych rodów. Ustrój republiki był bardzo konserwatywny i zapewniał starej oligarchii kupieckiej monopol władzy. Oligarchia ta miała również bezpośredni wpływ na rządy poprzez liczne rady i sądy, które krępowały poczynania doży. Władza, w rozbudowanym z czasem państwie, całkowicie spoczywała w rękach Wenecjan, którzy wszelkie terytoria przyłączone do republiki traktowali jak kolonie. Ten miejski partykularyzm stał się jedną z przyczyn niemożności podjęcia przez Wenecję próby zjednoczenia Italii – mimo całej posiadanej przez nią potęgi i bogactwa.

## Historia

### Powstanie Wenecji i początki republiki (VIII – X wiek)
Wenecja, jako miasto została założona w 452 roku. W VI wieku włączona została do restaurowanego Cesarstwa Rzymskiego pod egidą Bizancjum. Pierwszym historycznie potwierdzonym dożą (księciem) Wenecji był Orso Ipato panujący od roku 726 i rok ten uznaje się za datę powstania Republiki Weneckiej. Miasto wciąż podlegało wówczas władzy bizantyńskiej, jednak wpływy Konstantynopola sukcesywnie słabły. Bizancjum samorządność Republiki uznało w  887 roku. W ciągu kolejnych wieków (IX–XI) Republika Wenecka stała się ważnym centrum handlu między Europą Zachodnią a Bizancjum i Azją, co zawdzięczała w znacznej mierze przywilejom nadawanym przez cesarzy bizantyńskich. W tym też czasie Republika rozpoczęła budowę swego imperium terytorialnego podporządkowując sobie szereg miast i wysp Dalmacji i wypierając z tego regionu wpływy Konstantynopola.

### Wzrost znaczenia Wenecji w dobie krucjat (XI – XIII wiek)
Nowy rozdział w historii Wenecji rozpoczął się wraz z powstaniem ruchu krucjatowego. Dysponująca znaczną flotą Wenecja czerpała zyski z przewożenia krzyżowców oraz dzięki przywilejom handlowym w nowo powstałych na Bliskim Wschodzie państwach łacińskich. W handlu lewantyńskim Wenecja zajęła wkrótce pierwsze miejsce.

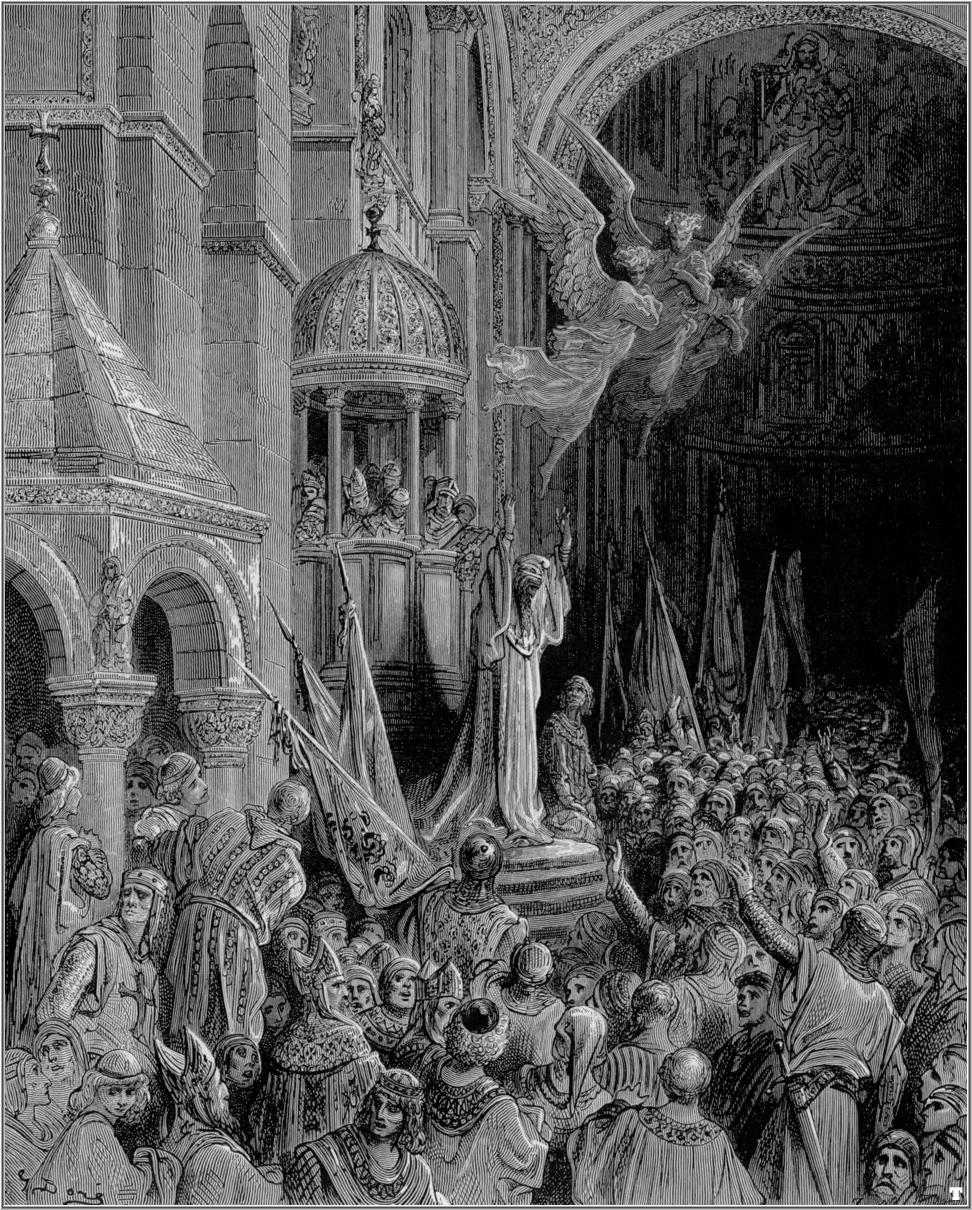
Enrico Dandolo przemawiający do krzyżowców.

Przełomowe znaczenie dla budowy imperium weneckiego na Morzu Śródziemnym miała IV krucjata, w trakcie której wenecki doża Enrico Dandolo skłonił dowodzących krucjatą do ataku łacinników na Konstantynopol. Mimo potępienia tego projektu ze strony papiestwa doszło do zdobycia i złupienia przez krzyżowców najpotężniejszego ówcześnie chrześcijańskiego miasta. Na opanowanych terenach europejskiej części Bizancjum powstały państwa krzyżowe (w tym Cesarstwo Łacińskie). Jednak największym beneficjentem wyprawy i upadku Bizancjum stała się Republika Wenecka, która całkowicie zdominowała handel w tym regionie i w ciągu kilku lat opanowała rozliczne miasta i wyspy strzegące drogi z Wenecji do Konstantynopola (m.in. Wyspy Jońskie, liczne peloponeskie porty, Cyklady, Eubeę i Kretę). Do Wenecji trafiły wówczas liczne łupy, w tym wspaniałe dzieła sztuki zrabowane w Konstantynopolu. Przejawem wzrostu potęgi Wenecji było rozpoczęcie w 1284 roku wybijania złotego dukata, który stał się ważną monetą obiegową Europy i był używany aż do upadku republiki w XVIII wieku.
Rozwój handlu weneckiego zaczął kolidować z interesami innych miast włoskich z Genuą na czele. Między obydwiema republikami doszło na tle rywalizacji handlowej do licznych wojen. Jedna z poważniejszych wybuchła pod koniec XIII wieku, a jej przyczyną było zamknięcie przez Wenecję dostępu do Adriatyku obcym okrętom. Mimo zwycięstwa militarnego Genueńczyków w bitwie morskiej pod Curzolą (1298), Genua z powodu sporów wewnętrznych nie była w stanie kontynuować wojny i w konsekwencji doszło do rozgraniczenia wpływów między republikami.

### Republika Wenecka w późnym średniowieczu (XIV–XV wiek)
Destabilizacja północnych Włoch po upadku wpływów Świętego Cesarstwa Rzymskiego w drugiej połowie XIII wieku w Italii zmusiła Wenecjan do wzmożonej aktywności politycznej na swym najbliższym, lądowym zapleczu. Na początku XIV wieku Republika wzięła udział w wojnie o Ferrarę oraz w walkach przeciw agresywnemu rodowi Scaligieri z Werony. By zabezpieczyć swe interesy od strony lądu rządzący republiką oligarchowie postanowili opanować najbliższe Wenecji tereny nadpadańskie. Pierwszą zdobyczą w tym regionie było Treviso, zajęte w 1339 roku.

#### Wojny z Genuą i jej sojusznikami
Przez niemal cały wiek XIV trwały również ciągłe zmagania Wenecjan na morzu. Od 1340 roku rozpoczął się ciąg wojen z Genuą o prymat w handlu śródziemnomorskim. W tym samym czasie posiadłości weneckie w Dalmacji zaatakowali Węgrzy chcący uzyskać dogodny dostęp do Adriatyku. Wojna ta, dla przyzwyczajonych do walki na morzu Wenecjan, zakończyła się ich klęską, a pokój zawarty w Zadarze w 1358 roku potwierdził zdobycze węgierskie w Dalmacji.
Porażka w wojnie z Węgrami zachęciła innych wrogów Republiki do podjęcia walki z jej supremacją w handlu. Z inicjatywy Genui powstała koalicja, do której weszły Padwa, Austria i Akwileja. Otwarta wojna toczyła się ze zmiennym szczęściem w latach 1364–1373. Towarzyszyły jej bunty w weneckich posiadłościach. Wojna rozgorzała od nowa w 1378 roku, gdy wybuchł spór między Genuą a Wenecją o ważną strategicznie niewielką wyspę Tenedos. Mimo początkowych sukcesów (bitwa pod Anzio), wojna przybrała dla Wenecji niekorzystny obrót, gdy flota genueńska rozbiła siły weneckie w bitwie pod Pulą (1379). Po tej klęsce zagrożona została sama stolica Republiki. W tej ciężkiej sytuacji miasto nałożyło na swych obywateli specjalne podatki i powołano pod broń nawet duchownych. Wkrótce zabiegi te dały rezultaty i w bitwie pod Chioggią (21 czerwca 1380) flota wenecka pokonała genueńską. W sierpniu 1381 roku zawarto kompromisowy pokój w Turynie, w którym mimo pewnych koncesji terytorialnych na rzecz wrogów, Wenecja zachowała swoje imperium handlowe i pierwszoplanową rolę na Morzu Śródziemnym.

#### Podbój Terrafermy i wojny z Mediolanem
Lata 1388–1402 to nieprzerwany ciąg wojen między Mediolanem, Padwą, Mantuą, Ferrarą i Wenecją. Przy czym koalicje były bardzo zmienne, a ich ofiarą padały mniejsze miasta regionu. Śmierć ambitnego władcy Mediolanu Giana Galeazzo Viscontiego (1402) położyła kres hegemonii Mediolanu, natomiast wojna Wenecji z Padwą w latach 1405–1406 doprowadziła do upadku tej ostatniej. Dzięki tym sukcesom pod władzą Wenecji znalazły się m.in.: Padwa, Vicenza, Werona, Brescia, Bergamo, Rawenna, Faenza, Cremona, Friuli. Posiadłości te tworzyły tzw. Terrafermę – zaplecze lądowe Republiki. Udało się także Wenecji odzyskać większość utraconych wcześniej terenów w Dalmacji.
Pierwsza połowa XV wieku upłynęła na kolejnych wojnach z Księstwem Mediolanu. Nowy doża wenecki od 1423 roku, Francesco Foscari zaangażował Republikę Wenecką w walkę o hegemonię w północnych Włoszech. Trwająca z przerwami wieloletnia wojna długo nie przyniosła rozstrzygnięcia. Dopiero gdy wojska weneckie podeszły niemal pod mury Mediolanu (1445) rozpoczęły się rokowania pokojowe. Wenecja była u szczytu swego powodzenia w północnych Włoszech i usiłowała narzucić swą hegemonię całej Lombardii. Przed całkowitą klęską uchronił Mediolan Francesco I Sforza, który w trakcie skomplikowanych negocjacji i walk zmusił Wenecję do uznania niezależności Mediolanu, choć Republika zatrzymała większość swych wcześniejszych zdobyczy. Podpisany w Lodi pokój na 40 lat zapewnił Italii względną stabilizację.

#### Wenecja aTurcy osmańscyw XV wieku

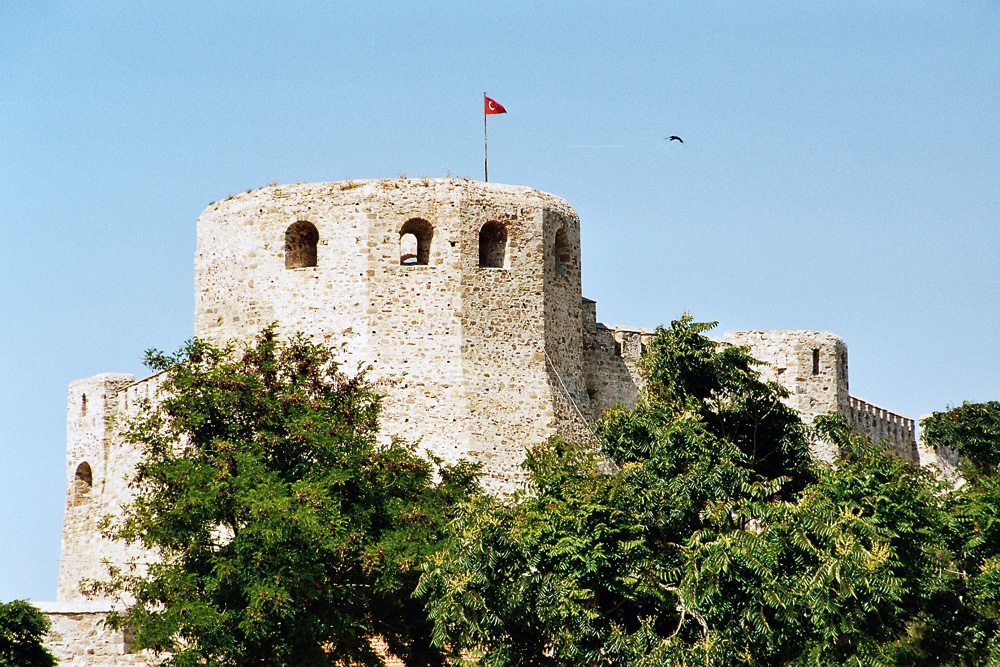
Forteca wenecka na wyspie Tenedos (obecnie turecka Bozca) była ważną bazą u wejścia do Dardaneli.

Zaangażowanie się Wenecji w rywalizację państw włoskich osłabiło jej pozycję na wschodzie. Wzrost potęgi i aktywności Turków niepokoił Wenecjan, jednak przez długi czas Republika starała się zabezpieczyć swój handel i stan posiadania na Wschodzie poprzez układy z sułtanami tureckimi. Przyczyną tej polityki był fakt relatywnej słabości Wenecji wobec potęgi Turków. Republika dysponowała wprawdzie silną flotą, ale na lądzie nie miała szans w walce z zaprawionymi w boju oddziałami Osmanów. Jej siły lądowe były zresztą cały czas zaangażowane w wojnach w Italii. Pierwsze starcie z Turkami nastąpiło, gdy w 1423 roku Osmanowie zaatakowali weneckie Thessaloniki. Po długim i krwawym oblężeniu Wenecjanie skapitulowali (1430). Wkrótce rozpoczęły się również ataki osmańskie na weneckie posiadłości w Albanii i Dalmacji (1447–1448). Odpowiedzią Republiki na to zagrożenie było fortyfikowanie swych posiadłości, a także wysłanie korpusu obronnego do Konstantynopola, gdzie Wenecjanie walczyli z Turkami w roku 1453 u boku Greków i Genueńczyków. Jednak po upadku Konstantynopola wenecka Signoria wysłała do zwycięskiego Mehmeda II swego ambasadora z propozycją pokoju. Efektem jego rozmów był tzw. „dobry pokój” zawarty w 1454 roku. Umożliwił on Wenecjanom zawijanie do portów tureckich i na swobodny handel w całym regionie. Jednak wzrost potęgi Turków osmańskich miał pozostać dla Wenecji głównym problemem polityki zagranicznej i być jedną z przyczyn schyłku świetności Republiki. Pokój był zresztą wciąż łamany przez Turków, którzy poszerzali swoje posiadłości także kosztem Wenecji. W drugiej połowie XV wieku Imperium Osmańskie zaczęło rozwijać silną flotę wojenną, co umożliwiło Turkom ataki na wyspiarskie posiadłości Republiki. Wenecja straciła w tym czasie niemal wszystkie posiadłości w Grecji i Albanii: Eubeę (1470), Kefalinię (1479), Modon (1500). Mimo tego Republika wciąż stawiała na morzu silny opór potędze osmańskiej, będąc jedną z barier broniących Zachodu przed turecką inwazją. Jednym z ostatnich sukcesów Wenecji na wschodzie było przyłączenie Cypru, który w 1489 roku Republice przekazała ostatnia królowa tej wyspy – Wenecjanka Katarzyna Cornaro.

### Republika Wenecka w XVI wieku

#### Początek wojen włoskich,Liga w Cambrai(1494–1510)
W 1494 roku wybuchły tzw. „wojny włoskie”, które były częścią zmagań o hegemonię europejską między Francją a Habsburgami (Hiszpanią i Austrią). Włochy ze względu na swe bogactwo i rozdrobnienie stały się łatwym łupem dla obcych mocarstw. Republika Wenecka była jedynym włoskim państwem, które było na tyle silne, by stawić zdecydowany opór obcej inwazji. W trakcie walk Wenecja usiłowała lawirować między walczącymi stronami, by wygrać jak najwięcej dla siebie. Początkowo ta polityka odnosiła sukcesy: Republika dzięki sojuszowi z Francją odebrała Mediolanowi Cremonę (1499), a w walce przeciw Państwu Kościelnemu zdobyła Cervię i Rawennę (1500–1501). Kolejnym sukcesem Wenecji było odparcie najazdu cesarza Maksymiliana i zajęcie w 1508 roku Gorycji, Triestu i Fiume. Republika Św. Marka stała u szczytu swej potęgi, stając się równorzędnym partnerem wobec obcych mocarstw.
Potęga Wenecji stała się wkrótce solą w oku zarówno obcych mocarstw, jak i innych włoskich państewek. Do zagorzałych przeciwników Republiki zaliczał się papież Juliusz II (1503–1513). 10 grudnia 1508 w Cambrai Maksymilian i Ludwik XII zawiązali Ligę do walki z Republiką św. Marka. W 1509 przystąpił do niej papież i obłożył Wenecję ekskomuniką. Do Ligi przystąpiły również mniejsze państwa włoskie. Wojska weneckie zaczęły ponosić klęski. Po bitwie pod Agnadello (9 maja 1509) armia wenecka poszła w rozsypkę, a wrogowie Republiki szybko opanowali niemal całą Terrafermę. Francuzi zajęli wenecką Lombardię, papież posiadłości w Romanii, Hiszpanie odbili miasta w Apulii, cesarz natomiast tereny utracone w poprzednim roku oraz Friuli i część Veneto. Przed całkowitym rozbiorem jej posiadłości Wenecję uratowała zręczna polityka rozbijania Ligi oraz powstania chłopskie, jakie ogarnęły Terrafermę. Mając znaczne zasoby pieniężne Republika odbudowała także armię lądową i przeszła do kontrofensywy. Jeszcze latem 1509 roku zdołała odzyskać Padwę, wkrótce odparła też atak wojsk cesarskich. Sukcesy te umożliwiły Republice stanąć do negocjacji pokojowych bez przymusu kapitulacji. Pierwszym, który postanowił skończyć wojnę z Republiką był Juliusz II. Pokój z papieżem zawarto 24 lutego 1510 roku. Wenecja zrzekła się w nim zdobyczy w Romanii.

#### Dalszy ciąg wojen włoskich (1511–1529)
Po rozerwaniu Ligi z Cambrai Wenecja przystąpiła do nowej koalicji przeciw Francji. Mimo klęski państw włoskich w krwawej bitwie pod Rawenną (11 kwietnia 1512) Francuzi zostali wkrótce zmuszeni do wycofania się z Włoch. Wenecja dążyła teraz do odzyskania wszystkich swych posiadłości sprzed wojen włoskich, jednak opór papiestwa, Szwajcarów i cesarza spowodował jej ponowne przejście na stronę Francji (1513). Republice udało się wówczas odbić Brescię, Cremonę i Legnano. Ofensywa sojuszu załamała się jednak, gdy wojska francuskie poniosły klęskę pod Novarą (6 czerwca 1513). Wenecja utraciła ponownie większość miast Terrafermy. Hiszpanie wkroczyli w głąb terytorium weneckiego, pod koniec września docierając pod samą stolicę. Bez silnej floty na Adriatyku nie byli jednak w stanie zagrozić samej Wenecji i wycofali się.
Wojnę w Italii wznowił nowy król Francji, Franciszek I, który niedługo po objęciu tronu wkroczył z silnym korpusem do Italii. Dzięki temu w ważnej bitwie pod Maringano wojska francusko-weneckie zmiażdżyły Szwajcarów (13–14 września 1515). Sukces ten spowodował wycofanie się Szwajcarii z aktywnej polityki w północnych Włoszech. Zwycięstwo francusko-weneckie ostudziło zapał Habsburgów do walki i po nieudanej inwazji cesarskiej na Mediolan zawarto pokój w Brukseli (1516), na mocy którego cesarz uznał prawa francuskie do Mediolanu i weneckie do wszystkich miast Terrafermy z wyjątkiem Cremony.
W dalszych zmaganiach wojennych, które wznowiono w 1521 roku, Wenecja zagrożona przez postępy armii tureckich znów zmieniła front i stanęła po stronie Habsburgów. Zmagania od początku przybrały dla Francji zły obrót, a kulminacją jej porażek była wielka klęska w bitwie pod Pawią (24 lutego 1525), w której do niewoli dostał się król Francji, Franciszek I. Włochy znalazły się pod całkowitą dominacją Habsburgów, ale gwałtowny wzrost ich potęgi spowodował nową zmianę przymierzy. Wenecja ponownie przystąpiła do antyhabsburskiego sojuszu Francji, papiestwa, Mediolanu i Florencji (1526). Liga prowadziła działania dość nieudolnie i wkrótce jej wojska doznały klęski pod Borgoforte. Francuzi dokonali jeszcze jednej, nieudanej inwazji na Italię. Po ich klęsce nastał pokój, a niekwestionowanym panem całych Włoch stał się Karol V Habsburg (1529). Republika Wenecka wyszła z okresu wojen włoskich osłabiona, choć jako jedyne państwo Italii zachowała pełną suwerenność. Musiała jednak pogodzić się z utratą przodującej roli we Włoszech i skupić na obronie swych posiadłości wschodnich coraz bardziej zagrożonych przez potęgę turecką.

#### Wojny z Turcją w XVI wieku
Po roku 1529 Wenecja nie brała udziału w zmaganiach między Habsburgami a Francją. Nowym wyznacznikiem polityki weneckiej stało się teraz rosnące zagrożenie tureckie. Podbój Egiptu mameluków (1517–1521) przez sułtana Selima I uczynił z Turcji największą potęgę we wschodniej części basenu Morza Śródziemnego. Turcy przejęli najważniejsze szlaki handlowe prowadzące z Europy do Indii. Ponieważ niemal jednocześnie rozpoczęła się epoka wielkich odkryć geograficznych, spowodowało to utratę uprzywilejowanego statusu Wenecji w handlu, choć Republika pozostała najbogatszym państwem śródziemnomorskim.
Od końca XV wieku Republika św. Marka zaangażowana była w walki w Italii i przez długi czas unikała konfliktu z Imperium Osmańskim. Jednak ekspansja turecka nie mogła ominąć posiadłości weneckich. Wojna turecko-wenecka wybuchła w roku 1537 i była częścią szerszego konfliktu Turków z Habsburgami. Wojna rozpoczęła się od inwazji tureckiej na wyspę Korfu, której jednak Osmanowie nie zdołali zdobyć. Pod wrażeniem ataków floty tureckiej na Italię papież Paweł III zorganizował Ligę Świętą, w której obok Państwa Kościelnego wystąpiły razem Genua, Wenecja i Hiszpania. Flota sojusznicza doznała jednak klęski w bitwie morskiej pod Prevezą (28 września 1538). Skutki tej porażki najbardziej odczuli Wenecjanie, którzy w roku następnym utracili swe ostatnie posiadłości na Peloponezie i Cykladach (z wyjątkiem wyspy Tinos). Traktat pokojowy zawarty między Wenecją a Turcją w roku 1540 zmusił Wenecję do uznania nabytków tureckich.

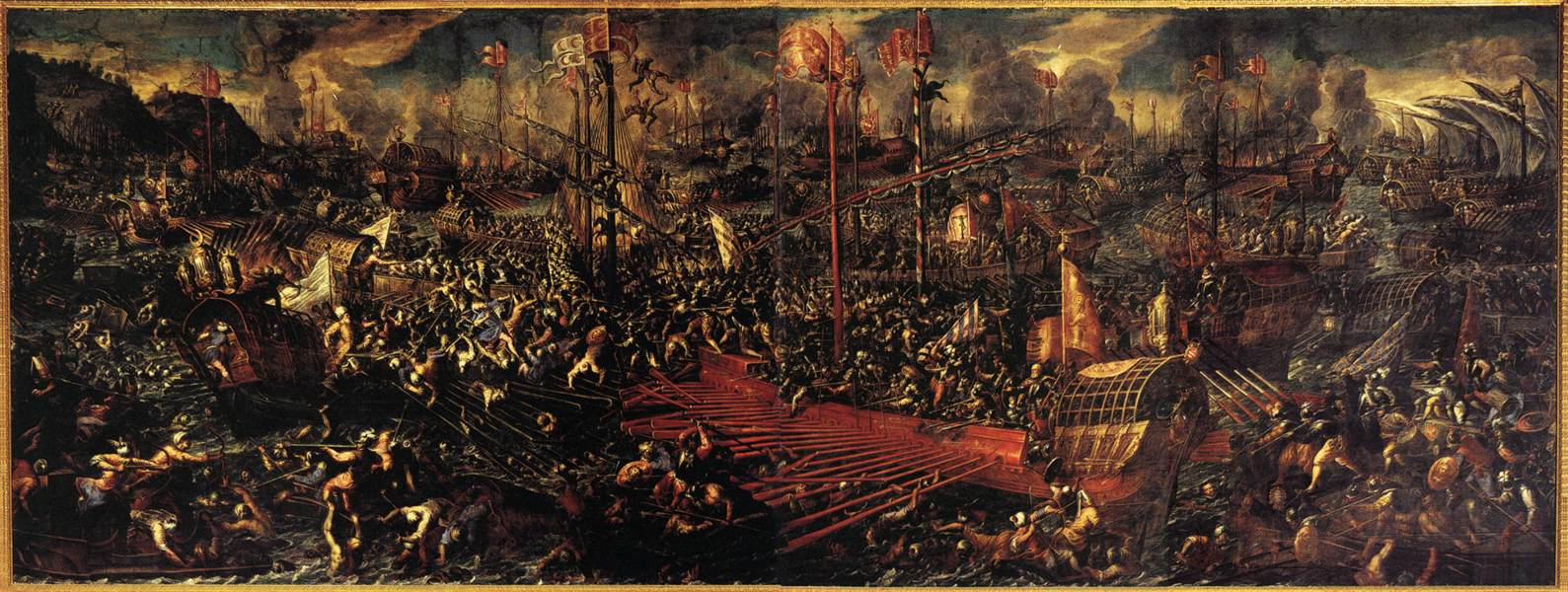
Bitwa pod Lepanto na obrazie weneckiego malarza Andrea Vicentino.

Pokój z roku 1540 okazał się dość trwały i był przedłużany przez następne 30 lat. Jednak po tym czasie sułtan Selim II wysłał do Wenecji poselstwo, w którym w zamian za utrzymanie pokoju zażądał cesji Cypru (1570). Wenecjanie pewni poparcia innych państw chrześcijańskich odmówili żądaniom tureckim. 27 czerwca 1570 roku armia turecka dokonała inwazji na Cypr. Tymczasem na wezwanie papieża Piusa V w maju 1571 sformowano nową Świętą Ligę z udziałem Państwa Kościelnego, Hiszpanii, Wenecji, Genui, Sabaudii i Malty Joannitów. Połączona flota sprzymierzonych nie zdołała uratować Cypru, jednak 7 października 1571 w wielkiej bitwie pod Lepanto rozgromiła flotę turecką. Zwycięstwo to, choć niewykorzystane militarnie, stało się początkiem zmierzchu potęgi morskiej Turcji. Wojna była kontynuowana jeszcze dwa lata, ale już bez większych sukcesów ze strony Wenecji i jej sojuszników.

### Upadek znaczenia i kres istnienia Republiki (XVII – XVIII wiek)
Przełom XVI i XVII wieku był dla Wenecji, jak i całych Włoch okresem względnego pokoju i przejściowej poprawy koniunktury gospodarczej. Pojawienie się nowych potęg handlowych na Oceanie Indyjskim (Holendrów i później Anglików) przecinało jednak tradycyjny szlak, którym wschodnie towary poprzez morza Czerwone i Śródziemne docierały za pośrednictwem Wenecji do Europy. Republika starała się unikać uwikłania w wielką politykę i stawała się państwem coraz bardziej defensywnym i konserwatywnym. Mimo tych negatywnych zjawisk Wenecja w XVII i XVIII wieku przeżywała wspaniały rozkwit kulturalny, gdy kultura włoska doby baroku i oświecenia (zwłaszcza muzyka i malarstwo) raz jeszcze dała Europie plejadę wybitnych i uznanych artystów.

#### Wojny z Habsburgami w pierwszej połowie XVII wieku
Zwycięstwo Hiszpanii w walce o dominację nad Italią zaważyło na historii Włoch w całym XVII stuleciu. Dominacja habsburska nie pozwalała Wenecji na swobodną politykę w Italii, dlatego Republika wspierała przeciwników Hiszpanii i Austrii. W latach 1615–1617 doszło do wojny Wenecji z Austrią na tle grabieżczych wypraw uskoków. Zakończyła się ona sukcesem Wenecjan i zmusiła Habsburgów do ukrócenia korsarskiej działalności uskoków. Na lata 1624–1626 przypadły walki w wojnie o alpejską dolinę Valtellinę, która łączyła hiszpańską Lombardię z austriackim Tyrolem. Dzięki pomocy Francji i Sabaudii konflikt zakończył się po myśli Wenecjan i ostatecznie Habsburgowie musieli ponownie ustąpić. Pokój nie trwał jednak długo, gdyż obawy przed przewagą habsburską spowodowały, że w konflikcie o sukcesję mantuańską (1628–31) Wenecjanie poparli kandydaturę francuską w Mantui, choć na tej wojnie Republika nic nie zyskała.

#### Wojny z Imperium Osmańskim (1645–1718)
Ostateczny zmierzch potęgi Republiki nastąpił w wyniku długich i wyniszczających wojen z Imperium Osmańskim. W pierwszej z nich, zwanej kandyjską (1645–1669), Wenecjanie mimo wielu sukcesów na morzu i heroicznej, 20-letniej obrony Kandii zmuszeni zostali odstąpić Turkom Kretę. Do kolejnej wojny przeciw Turcji przystąpili Wenecjanie po zwycięstwie Jana III Sobieskiego w bitwie pod Wiedniem (1683). Wojna tzw. Ligi Świętej, w której obok Austrii, Polski i Wenecji brały udział papiestwo i Rosja, trwała do roku 1699. Wenecja odniosła w niej szereg sukcesów i w traktacie karłowickim przyznano jej zdobycze w Dalmacji i Peloponez (Moreę). Nie powiodła się jednak próba odzyskania Krety. Zwycięstwo to Republika odniosła ogromnym kosztem, który zrujnował jej gospodarkę i budżet. Nabytki okazały się ponadto bardzo ubogie, a Wenecji zabrakło funduszy na ich ufortyfikowanie. Gdy więc Turcy postanowili podjąć rewindykację utraconych obszarów Wenecja nie była w stanie ich obronić. Wojna, która trwała w latach 1714–1718, mimo wsparcia Austrii zakończyła się klęską Republiki i utratą Peloponezu.

#### Ostatnie lata Republiki (1718–1797)
Klęska 1718 roku ostatecznie zepchnęła Wenecję do roli państwa drugorzędnego i unaoczniła rządzącym Republiką oligarchom słabość militarną państwa. Nie przyczyniło się to jednak do prób zreformowania państwa. Elita władzy, wciąż dostatnia i doskonale radząca sobie w utrzymaniu swej przewagi politycznej i majątkowej nie była zainteresowana zmianami. Dlatego też w XVIII wieku wenecka polityka międzynarodowa polegała na zachowaniu ścisłej neutralności i bierności wobec toczących się konfliktów. Mimo pokoju Republika nie odzyskała już na morzu swej dawnej świetności. Pozostała jednak ważnym ośrodkiem kultury i sztuki promieniującej na całą Europę. Wenecjanie przodowali wciąż w malarstwie, muzyce, teatrze. Do miasta świętego Marka przybywali podróżnicy z całej Europy by poczuć atmosferę słynnych weneckich karnawałów i trwonić pieniądze na koncerty, operę, teatr, czy kurtyzany. Ożywienie myśli politycznej w dobie oświecenia nie stało się w Republice zaczątkiem reform państwowych. Republika aż do końca swego istnienia pozostała oligarchią urządzoną według średniowiecznych wzorców. Gdy w roku 1789 we Francji wybuchła rewolucja, jej idee i hasła szybko przeniknęły do Wenecji rządzonej w sposób despotyczny. Toteż gdy w czasie wojny z Austrią Napoleon Bonaparte przekroczył granice Republiki, witany był tam początkowo jako wyzwoliciel. Gdy Napoleon zażądał przeprowadzenia demokratycznych reform w państwie, 12 maja 1797 Wielka Rada w czasie burzliwego posiedzenia olbrzymią większością głosów obaliła tysiącletni porządek Republiki, powołując prowizoryczny rząd ludowy, zaś 15 maja 1797 abdykował doża Ludovico Manin. Nie zmieniło to jednak losu bezsilnej już Wenecji, którą Bonaparte poświęcił w imię taktycznego pokoju z Austrią, dlatego na podstawie układu w Campo Formio, zawartego 17 października 1797, większość posiadłości weneckich wraz z samym miastem została przyznana Austrii.

## Posiadłości Wenecji

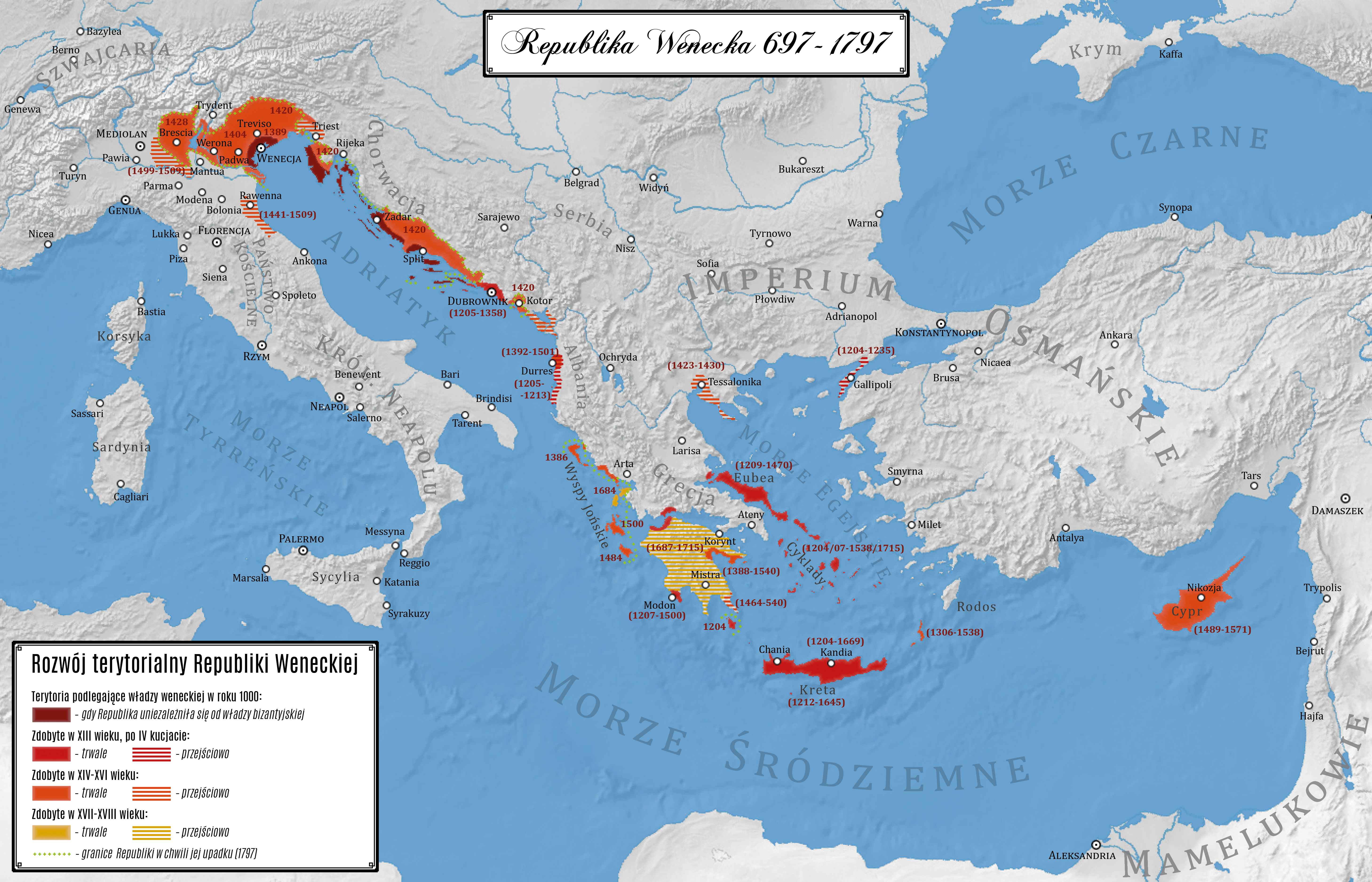
Rozwój terytorialny Republiki Weneckiej

Jednym ze strategicznych celów polityki Wenecji było utworzenie na wybrzeżach i wyspach wschodniej części Morza Śródziemnego łańcucha portów zapewniających bezpieczną żeglugę własnej flocie. Sieć ta była tworzona przez całe późne średniowiecze i w dużej części przetrwała do czasów nowożytnych i likwidacji Republiki w 1797. Do posiadłości weneckich należały między innymi:
- wybrzeże Istrii (XII w. – 1797)
- Dalmacja wraz z wyspami i portami Zara i Spalato
- Republika Dubrownicka (protektorat 1205–1358)
- Albania Wenecka z portami Cattaro i Perasto (1420/1447–1797)
- port Durazzo (1392–1501)
- Wyspy Jońskie (1386–1797)
- porty Modon (1206–1500 i 1686–1715), Monemwazja (1470–1540 i 1690–1715) i Nauplion (1377–1503 i 1686–1715) na Peloponezie
- Morea (1699–1718)
- wyspa Eubea (1211–1471)
- Księstwo Naksos (państwo zależne 1207–1579)
- Kreta (1204–1669)
- Cypr (1489–1573).